# Sítio arqueológico de Ufá II
O Sítio Arqueológico de Ufá II ( em basquir:  Өфө II ҡаласығы Өфө II ҡаласығы ) é um castro localizado na capital do Bascortostão, Ufá. 
O assentamento está localizado no centro da cidade, num local limitado às ruas Pushkin, Novomostovaya, Revolução de Outubro e Avenida Salavat Yulaev. O antigo povoado é ocupado por uma capa formada por duas ravinas profundas. A profundidade da camada cultural atinge 4 metros. Desde 1961, é um sítio histórico e arqueológico sujeito à proteção do Estado  . 

## Localização da Ufá II
O assentamento de Ufá II está localizado no território dos bairros 533 e 570 do distrito de Kirov, no distrito urbano da cidade de Ufá, na República do Bascortostão. O território do monumento é limitado pelas ruas de Zaki Validi, Novomostovaya, Revolução de Outubro e a Avenida Salavat Yulaev. O pioneiro do antigo assentamento P.F. Ischerikov, em 1953, fornece a seguinte descrição da localização do antigo assentamento: “A Rua Pushkin aqui possui barrancos íngremes, profundos e largos em ambos os lados - Pushkinsky e Ilyinsky. A rua termina com uma capa alta e larga, na qual existe um hospital de tuberculose (casa de Tushnov). A capa se eleva acima das ravinas que se fundem atrás dela em uma, ainda mais profunda. Córregos fluindo para ele, fluindo ao longo do fundo dessas ravinas em um, fluindo rapidamente para o rio Branco. A altura da capa acima do fundo das ravinas é de 50 a 60 metros. Assim, era inacessível por três lados. O lado ocidental da capa é caracterizado por elevações notáveis (embora rasgadas desde a época em que as ruas foram povoadas, a partir do século XVIII) em forma de terraço para o oeste. É notável a ascensão em direção ao Jardim Lunacharsky, em direção ao prédio do Conselho de Ministros e além do Teatro Acadêmico. ” 

## Investigações no sítio de Ufá II
O assentamento de Ufá II foi descoberto em 1953, graças ao famoso historiador local Pyotr Fedorovich Ischerikov. Entre 8 e 9 de setembro de 1953, por sua própria iniciativa, ele realizou observações de terraplenagem na rua Pushkin. Prestando atenção à vala de água situada no lado direito desta rua, da rua S. Kudash (agora rua Novomostovaya) até a rua Vorovsky (agora - Avenida Salavat Yulaev), o pesquisador registrou a presença de materiais arqueológicos. Durante a inspeção, nas paredes da vala e de seus lixões, foram encontrados ossos picados de vários animais domésticos e selvagens, grossas camadas de cinzas endurecidas, carvões e ossos separados, bem como fragmentos de molduras de barro de paredes grossas e paredes finas, com traços de fogo (cozinhando comida no fogo). P.F. Ischerikov informou seu supervisor G.V. Yusupov sobre sua descoberta. G.V. Yusupov limpou as paredes da vala e encontrou estacas deterioradas e restos de madeira bem endurecidos. No entanto, não foi possível explorar completamente o território. Em 1954, a construção começou na ponte elevadiça sobre o rio Branco, o que levou à reconstrução em larga escala do território adjacente. Era nivelado, barrancos preenchidos e riachos fluindo ao longo do fundo desses barrancos, fechados em tubos de concreto. Após remoção de camadas do solo; da vala de água descoberta por P.F. Ischerikov foi preenchida e outra vala de 2,2 metros de profundidade foi cavada perto dela. P. P. Ischerikov limpou essa vala e coletou material. A coleta foi continuada nos anos subsequentes e, em 1957, P.F. Ischeryakov realizou escavações no monumento, realizando uma escavação de 6 × 2 metros, o que tornou possível descrever o objeto pela primeira vez como monumento arqueológico. A escavação revelou uma camada de interesse com espessura de até 3 metros, com uma estratigrafia complexa, composta por camadas de húmus preto, camadas de cinza, árvores podres e um ponto focal com uma espessura de 20 cm e um diâmetro de cerca de um metro, a uma profundidade de 60 a 80 cm da superfície. 
As cerâmicas coletadas durante as escavações foram divididas em três tipos: turbaslinsky (representado por vasos de paredes grossas não ordenadas, de paredes espessas, com fundo plano e com grande diâmetro no pescoço); Bakhmutinsky (representado por poços redondos ornamentais dispostos aleatoriamente em pequenos vasos com fundo redondo ou achatado), Kushnarenkovskaya (representado por pequenos vasos de paredes finas decorados com faixas horizontais ao longo do pescoço e ombro, entalhes ou ziguezagues alternados). Também foi registrada a presença de fragmentos de cerâmica da cultura Chiyalik, caracterizados por uma superfície polida e decorada com cordas e ornamentos irregulares. 
Além da cerâmica, foram encontrados objetos de ossos (pontas de flechas e pingentes), além de fusos de argila, chumbos de rede de pesca, pulseiras de bronze, pedaços de vidro e âmbar. 
Entre as descobertas mais interessantes, estão vários pingentes de concha Kauri, bem como jóias Parthian, encontrada a 1,6 metros de profundidade, representando um gênio alado com três cobras na mão. Com base nesta gema, P. F. Ischerikov determinou o limite inferior da existência do monumento - século I a.C. e I d.C. e o limite superior do monumento foi determinado pela cerâmica do tipo Bakhmutin, que indicava os séculos IV a VII. Assim, a data geral do assentamento de Ufá II, de acordo com P. F. Ischerikova, está dentro de aproximadamente século I a.C. e o século VII d.C.. 
Em 1958, o estudo do sítio de Ufá II foi continuado por N. A. Mazhitov. Ele colocou uma nova área de escavação de 20 m². A escavação mostrou que o local possui uma estratigrafia complexa. A camada superficial era de 15 a 20 cm de espessura e consistia em terra densa e fortemente compactada, misturada com areia, cascalho e fragmentos de tijolos entre outros materiais. Esta era seguida por uma camada de lama marrom escura, altamente compactada, com 30 a 85 cm de espessura. Muitos ossos de animais foram encontrados nela e cerâmicas não ordenada. Essa camada no lado oeste da escavação foi severamente destruída por dois poços de origem tardia. O primeiro poço tinha uma profundidade de 75 cm e estava cheio de terra preta misturada com cinzas, carvão e fragmentos de cerâmica moderna. O segundo poço tinha uma profundidade de 1,5 metros; foram encontrados postes de madeira podre e moedas do século XVIII e outros itens. Uma camada de suspensão cinza escuro, com uma espessura média de cerca de 1 metro, repousava sob uma camada de suspensão marrom escura, um grande acúmulo de cerâmica e ossos de animais fragmentados foi encontrado na camada. Na camada, foram traçadas camadas de cinza e carvão vegetal, com uma espessura de cerca de 10 cm. Uma camada de suspensão cinza escura foi sustentada por uma camada de cinza contendo uma grande quantidade de cerâmica e ossos de animais. A camada tinha uma estrutura complexa. No extremo leste da escavação, a espessura da camada de cinzas era de 1-1,1 metros; foi encontrada a cunha de uma camada de madeira apodrecida. No extremo oeste da escavação, a espessura da camada de cinzas diminuiu para 20 cm. Abaixo da camada de cinzas havia uma camada de uma suspensão fortemente gomada de cor marrom escuro, pobre em cerâmica, ossos de animais e outros objetos. Porções separadas de cinzas com carvão vegetal, os restos de uma árvore podre e palha queimada foram fixados na camada. A camada cultural mais baixa foi representada por finas camadas de cinza com brasas alternadas após 3-4 cm com finas camadas de barro marrom escuro. Várias dezenas de fragmentos de cerâmica foram descobertos nessa camada. Depois seguiu o continente - areia de cor escura  . 
Durante a escavação, foram coletadas cerâmicas, distribuídas pelo pesquisador em sete tipos que representam as culturas Bakhmutinsky, Turbaslinsky e Kushnarenkovsky. 
O primeiro tipo de cerâmica coletada é representado por recipientes de fundo chato, não-ordenados, feitos à mão e com uma superfície irregular e aproximadamente processada, feita de argila misturada com areia e madeira, encontrada nos horizontes superiores da camada cultural. A maioria dos vasos desse tipo tem a forma de vasos com um pescoço baixo ou alto, mas também existem vasos na forma de tigelas baixas. O segundo tipo é representado por vasos de argila, cuidadosamente enrolados com uma mistura de areia, com superfície bem alisada pela água. Na superfície interna das cerâmicas desse tipo, traços do carimbo são observados. Os vasos são ornamentados - cintos horizontais esculpidos são aplicados ao longo do pescoço e na parte superior do corpo dos vasos, alternando com faixas de pequenas cruzes oblíquas, losangos, fossas, triângulos e ziguezagues. Os vasos têm pescoços retos altos, corpos esféricos e fundo plano. O terceiro tipo de cerâmica é representado por vasos com vasos ornamentados com corolas baixas e levemente dobradas, corpos esféricos baixos e fundo arredondado. Ornamentação - pequenos poços redondos, localizados aleatoriamente em toda a superfície. O quarto tipo de cerâmica difere do terceiro em uma superfície brilhante e ornamentação, que se parece com poços triangulares localizados em uma ou mais linhas horizontais ao longo do ombro. O quinto tipo de cerâmica são os vasos não corados de cor preta encontrados nas camadas culturais superiores, com pescoços curtos e corpos muito inchados feitos na roda de oleiro. O sexto tipo de cerâmica - vasos não orientados, isolados do material de elevação, com pescoços altos e tulavas esféricas. O sétimo tipo de cerâmica é representado por um único fragmento de um vaso encontrado no material de elevação, que provavelmente tinha a forma de um jarro grande ornamentado com um corpo fortemente inchado. 
Orifícios - orifícios redondos localizados horizontalmente em uma fileira ao longo do pescoço e um padrão de árvore de Natal na parte superior do corpo  . 
Além disso, foram encontrados numerosos produtos ósseos na escavação (pontas de flechas com pecíolos curtos e planos, sobreposições de placas, um tubo polido que servia de cabo de uma espada ou faca, pingentes feitos de ossos de urso). Os objetos metálicos encontrados são representados por placas de bronze, uma pulseira com pontas espessas e um pingente de placa em forma triangular. Os itens feitos de pedra são representados por fragmentos de grãos, mós e um burro  . 
N. A. Mazhitov em conjunto com a publicação de P. F. Ischerikov confirmam a datação do monumento, feita anteriormente, além de contar com a jóia Parthian encontrada. Vasos encontrados do quarto tipo e placa de bronze. N. A. Mazhitov também se refere ao período inicial do assentamento, correlacionando esses achados com achados nos monumentos da cultura Pianobor (séculos I-II). A data superior do assentamento é determinada por vasos do terceiro tipo, característico da cultura Bakhmutin (séculos III-VII). 
Em 1968, pequenas escavações no antigo assentamento de Ufá II foram realizadas por M. X. Sadykova, mas os materiais relatados são desconhecidos sobre eles, e o material cerâmico coletado agora está armazenado no Museu de Arqueologia e Etnografia do Centro Científico de Ufá da Academia Russa de Ciências. 
Posteriormente, no final dos anos 70 do século XX, após a identificação cultural e cronológica do material arqueológico coletado, as cerâmicas do assentamento foram atribuídas às culturas Bakhmutin, Turbaslinsky, Romanovskaya e Karayakupov, e o assentamento de Ufá foi identificado como um monumento do primeiro milênio. 
Em 1990, surgiram planos para expandir a estrada de entrada nos arredores do sul de Ufá, que atualizou a necessidade de escavações para proteção do sítio de Ufá II (na propriedade da casa de Tushnov). Essas escavações foram realizadas por V.V. Ovsyannikov. O pesquisador escavou uma área total de 92 m2. A espessura da camada aberta era de 1,5 metros. 
As escavações revelaram seis poços que datam da época do assentamento, mas não simultâneos. As covas das casas diferiam em forma e design e aparentemente eram destinadas ao armazenamento de grãos. 
A maior parte dos achados, representados por fragmentos de cerâmica, foi dividida por B. B. Ovsyannikov em seis tipos. 
A cerâmica do primeiro tipo é representada por vasos de estuque de garganta baixa com uma argolas dobrada para o exterior e um fundo plano de massa com uma mistura de chamotte, com uma superfície irregular e pertencente à cultura Romanov. O segundo tipo de cerâmica é representado por vasos ornamentais moldados com uma garganta baixa e larga, argolas externas dobradas e um fundo redondo feito de massa misturada com areia e pequenas pedras pertencentes à cultura bakhmutiana. O ornamento de cerâmica deste tipo é de entalhes redondos ou triangulares em todo o vaso. O terceiro tipo de cerâmica (cerâmica Imendyashev) é de tigelas ornamentadas de estuque de pescoço baixo ou pescoço largo, com uma superfície bem alisada, com uma borda externa ou reta dobrada, com um corpo achatado e um fundo arredondado, cujo teste contém uma mistura de areia peneirada. A ornamentação baseia-se numa ou duas linhas de impressões triangulares ao longo do pescoço do vaso. O quarto tipo de cerâmica é próximo à cerâmica de Turbaslin e é representado por vasos de estuque desorientados com uma garganta baixa e larga, uma argola dobrada para fora, um fundo redondo e uma borda que se estende ao longo do ombro feito de massa misturada com areia fina. O quinto tipo de cerâmica é representado por vasos de estuque ornamentais pertencentes à cultura Kushnarenka, com uma garganta alta e estreita, uma corola dobrada para fora, um fundo redondo e paredes muito finas (3-4 mm) feitas de massa bem feita misturada com areia peneirada. O ornamento dos vasos consiste em uma combinação de finas linhas esculpidas com impressões em forma de lua ou pente e entalhes oblíquos em várias combinações localizadas ao longo do pescoço. O sexto tipo de cerâmica é representado por vasos de estuque decorativo de pescoço baixo, pertencentes à cultura Karayakup, com argolas dobradas para fora e um fundo redondo. O ornamento consiste em linhas esculpidas, entalhes oblíquos, impressões em forma de lua feitas por uma marcaçao suave, bem como entalhes ao longo da argola e "pérolas" localizadas na parte superior dos vasos. 
A cerâmica encontrada também é representada por fusos e cadinhos. Os produtos de pedra são representados por burros e um copo de pedra. Também foram encontrados produtos para ossos (pontas de flechas, almofadas para as mãos, cabos para ferramentas), duas contas de colar, um anel de bronze, uma armação de fivela. O achado mais interessante é o pente de corneta. 
O período principal de atividade no assentamento segundo B. B. Ovsyannikov refere-se aos séculos V-VII. 
No total, entre 1953 e 1991. Foram escavados 127 m 2 do assentamento para estudos. A pesquisa examinou a plataforma central e a extremidade leste do monumento. 
Em 2004, como resultado de obras na rua Pushkin, uma parte do local do assentamento foi destruída. Obras de construção próximas ao assentamento e colapso regular das camadas do monumento desde 2006 atualizou a necessidade de escavações de resgate. O início de sua exploração é mérito de N. A. Mazhitova. 
Em 2006-2008, as escavações de segurança foram realizadas pela Universidade Estadual Basquire e pelo Centro Científico e de Produção, sob o Ministério da Cultura da República do Bascortostão. Durante essas escavações, uma camada do monumento com uma espessura de mais de 3 metros foi investigada em uma área de cerca de 700 m 2. Foram obtidos os primeiro materiais que permitiram caracterizar o layout interno da parte sul do local, uma característica estrutural de edifícios residenciais, utilitários e outros. As escavações em 2007 revelaram os restos de pisos de madeira em diferentes locais da escavação, que foram interpretados pelos pesquisadores como restos de pontes de ruas. As escavações subsequentes, realizadas em 2008, revelaram esses pisos de madeira com um comprimento total de mais de 70 metros. Em 2009, as escavações no local foram realizadas por uma expedição arqueológica liderada por F. A. Sungatov. Arqueólogos examinaram a camada com uma espessura de cerca de 2,5 metros em uma área de 240 m 2. No decorrer do trabalho, os restos das paredes das habitações em forma de piso de tábuas e uma trança de postes finos com revestimento de argila foram descobertos pela primeira vez em seções separadas da escavação. No total, os pesquisadores registraram traços de cinco desses edifícios. Durante as escavações de 2010, uma expedição arqueológica liderada por R. B. Ismagilov examinou a área de escavação de 160 m 2 e revelou os contornos de mais dois complexos de utilidade e habitação  . 

## O assentamento de Ufá II como a "cidade de Bascorte"
A presença de cidades próximas basquires na Idade Média é indicada por referências em fontes estrangeiras e russas. A respeito da fundação de Ufá, há as seguintes palavras do funcionário do governo da província de Orenburg, Vasily Rebelinsky: 

Что ж касается башкирцев, то видно из многих описаний, как сего народа, так и о жительстве их, кои от различных возмущений, как и междоусобных воин, так и соседних своих народов, строили маленькие укрепления и городки и наконец, соединясь во множестве, распространили свои жилища и укрепления, а для сей причины и город Уфа построен.

«Краткое описание губернского города Уфы с начала его построения до сего 1806 года»

Quanto aos basquires, pode ser visto em muitas descrições tanto desse povo quanto de sua residência, que, de várias indignações, como guerreiros internos e seus povos vizinhos, construíram pequenas fortificações e cidades e, finalmente, unidos em uma multidão, espalharam suas casas e fortificações e, por esse motivo, a cidade de Ufá foi construída.

Uma breve descrição da cidade provincial de Ufa desde o início de sua construção até 1806

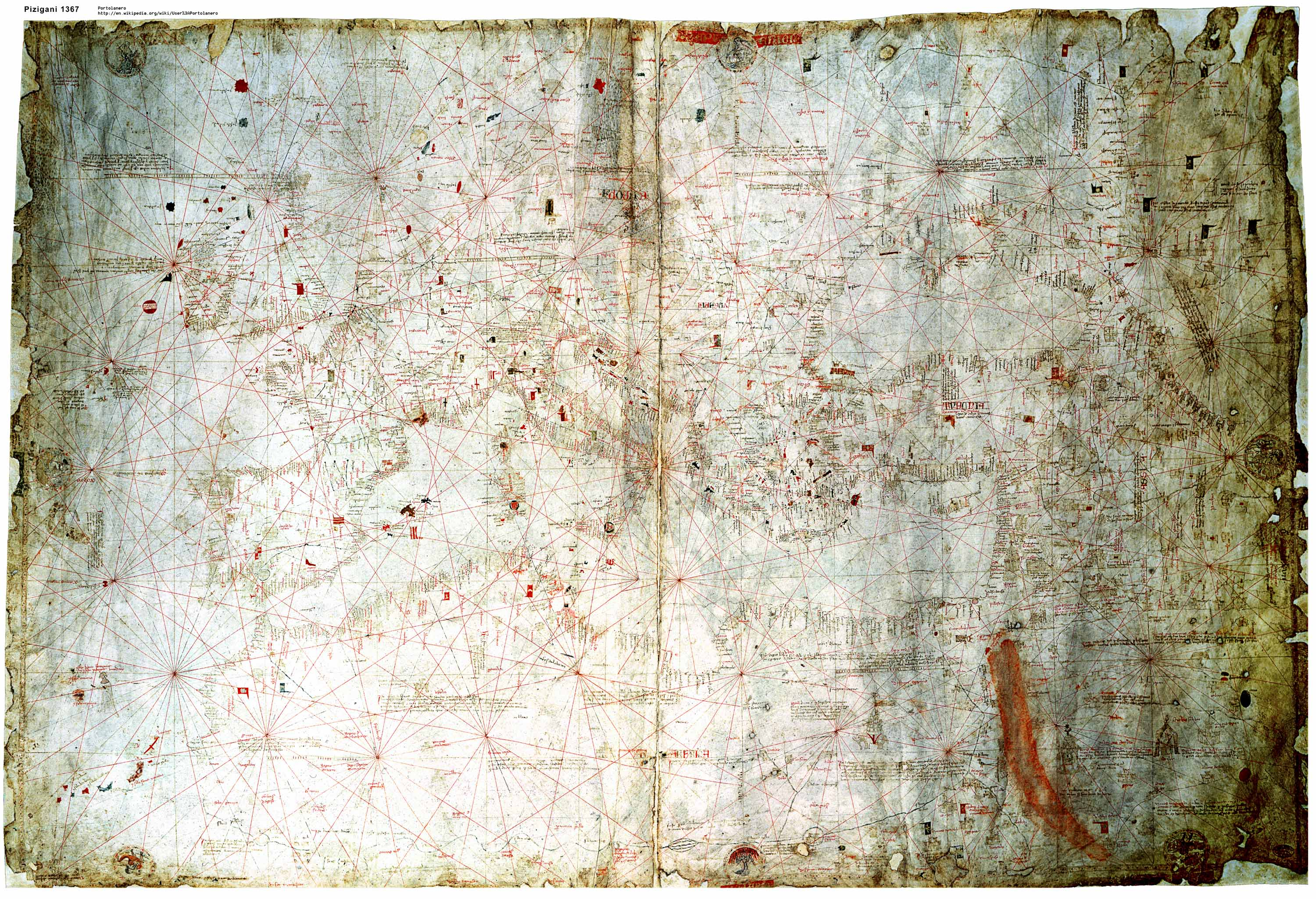
Um mapa de Francisco e Dominico Picigany de 1367, que mostra a cidade de Pascert, e a área próxima é designada como Pascherty.

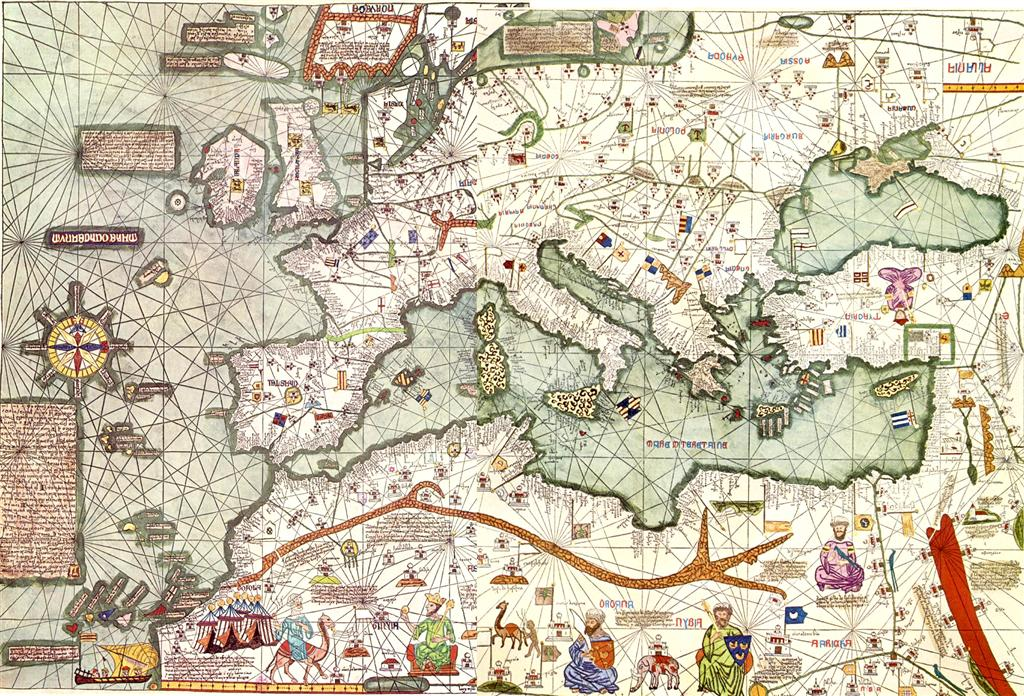
Atlas catalão do 1375.

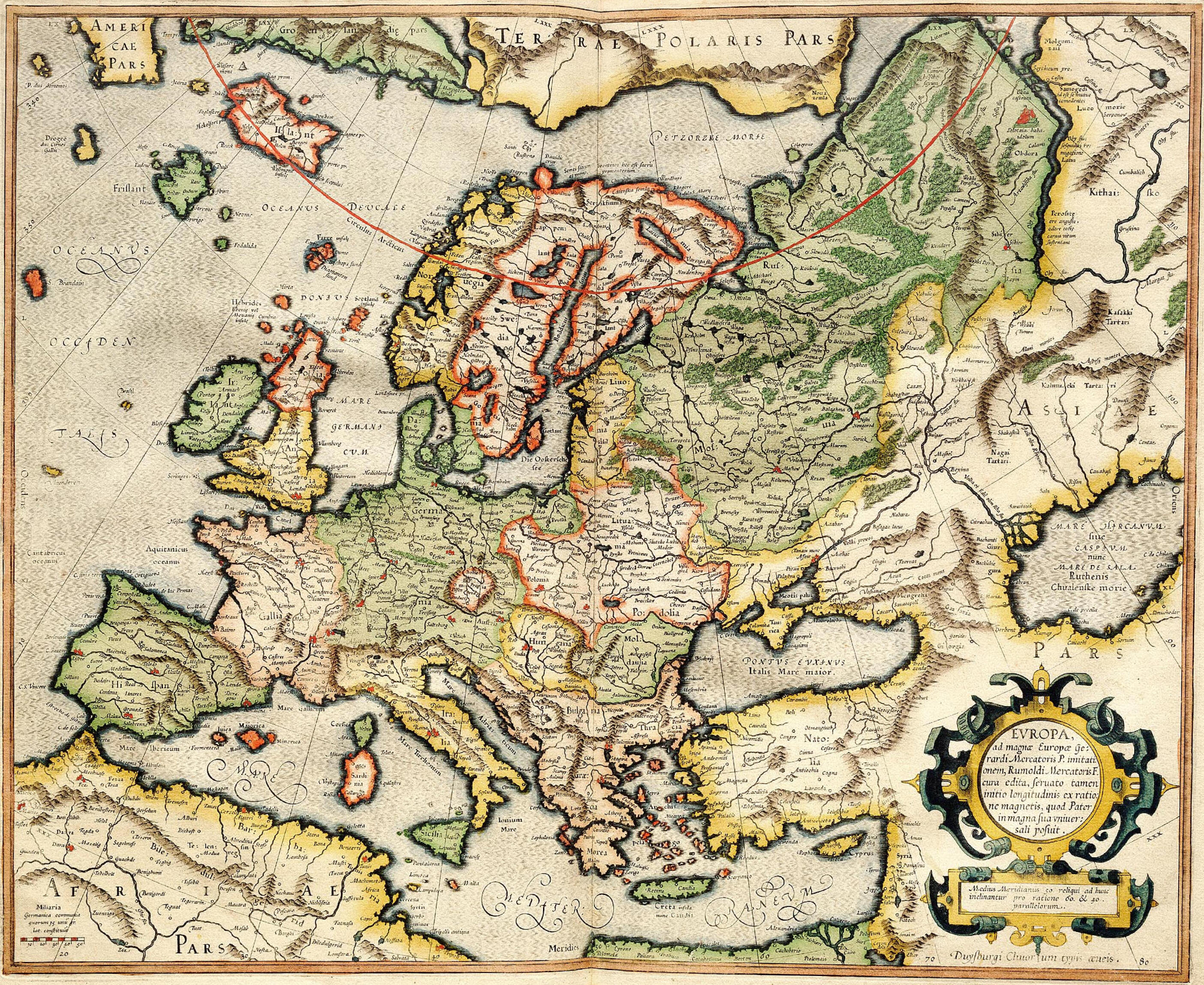
Mapa da Europa por Gerard Mercator, indicando a cidade de Pascherty, presumivelmente no local da moderna Ufá, a cidade de Sagatin está marcada a leste. Você também pode ver Cazã, Bolgar e Siber. O mapa foi compilado em 1554, publicado após a morte do autor em 1596.

A menção da cidade antiga chamada Bascorte (Basquir, Bascurte), localizada no local da atual Ufá, e várias outras cidades de Basquir são encontradas em muitas fontes estrangeiras. 
No mapa de Dreses, em 1154, são indicadas as primeiras cidades na terra de Arde-Basguirte - Mácer e Cácer. Eles estão localizados nas margens do rio Ufa: Cácer - nos trechos superiores, e Mácer - rio abaixo. Ambas as cidades são pequenas e os comerciantes raramente as visitavam. Cinco cidades sob o nome de Bascorto estão registradas no mapa de Idrisi: 1. na foz de Ufa e Belaya; 2. no Kama; 3. no Volga, perto de Saratov; 4. no Danúbio; 5) no rio Bascorte, na região de Coração, na fronteira do Irã e Afeganistão. A primeira dessas cidades é designada no local da atual Ufá. 
Numerosas fontes medievais ( Almaçudi, Al-Balkhi, Iacute, Gasvini, ibne Saíde, etc.) relatam que os basquires europeus são súditos do rei da Hungria, vivem em 30 lugares, a maioria de suas residências está localizada nas margens do Danúbio, na costa sul que está localizado e a capital dos Basquires ocidentais - a cidade de Kerat. Basquires não têm o direito de cercar suas cidades com muros, uma vez que o rei tem medo de rebelião. 
Em relação às cidades dos bascais de Ural-Volga, Iacute de Hama (século XIII) relata a cidade de Burjã, no baixo Volga. 
As cidades antigas basquires eram usadas principalmente como um "pique", isto é, um lugar onde eles moram no inverno. Na primavera, os Basquires, que criavam gado, foram para o "yaylyau" - "verão", onde passou o verão e o outono inteiros. Uma tradição semelhante existia na vizinha Bulgária. Isso é evidenciado pelos autores da época (Albalqui na obra "Ashkal al-bilad", al-Istahri no livro "Kitab masalikh al-mamalik", etc. ) 
No mapa dos irmãos Pitsigani na bacia do rio Kama, provisoriamente no rio Belaia, a cidade de Pascherty (Bascorde) e a vila de Sagatin são indicadas pela primeira vez, e a leste de Kama é aplicada a inscrição "pascherti" - Basquires. O mapa original, compilado em 1367, é armazenado na biblioteca da cidade de Parma . 
No atlas catalão (1375) aproximadamente entre os rios Kama e Yaika, também é indicada uma cidade chamada Pascherty. 
Assim, a cidade na confluência dos rios Belaia e Ufá era conhecida na primeira metade do século XIV como o centro administrativo do estado basquir durante a estadia dos basquires na Horda de Ouro. Viajantes e comerciantes chamavam de Bascorte ou Pascherty - da maneira europeia. 
O proeminente autor árabe do século XIV, Ibne Caldune, nomeou a cidade de Bascorte entre as maiores cidades da Horda Dourada. 
Um elemento interessante é o mapa da Europa em 1554, compilado pelo cartógrafo flamengo Gerard Mercator . Neste mapa, a localização de Pascherty é especificada antes da confluência dos rios Belaia e Ufá. O orientalista francês Henri Cordier conecta a posição desta cidade com o paradeiro da Ufá atual  . A cidade de Sagatin é mostrada na parte superior do rio Ufa. É possível que Qasr e Sagatin sejam os nomes da mesma cidade: Qasr é árabe e Sagatin é turco. 
Na história turca de Kunh el-Obkhara, é mencionado que os Basquires tinham 70 cidades e fortalezas. 
As informações sobre os montes de montanhas - grandes assentamentos - não apenas indicam uma certa centralização e autogoverno, mas também caracterizam o modo de vida dos Basquires, que de forma alguma podem ser reduzidos apenas a nômades. Parece que os basquires não apenas vagavam em um determinado território, mas também tinham um certo grau de determinação. Provavelmente, no momento indicado, os basquires eram sedentários, nômades e semi-nômades. Isso é logicamente consistente com o fato de que eles viveram por muito tempo e vivem na fronteira de montanhas, florestas e estepes. 

## Descrição

### Achados, objetos de fortificação
Durante as escavações, foram encontrados restos de um poderoso muro defensivo com largura de base superior a 10 metros, altura de 4-5 metros, vala profunda e larga, vestígios de habitações retangulares e semelhantes a yurt, pontes de madeira de rua com largura média de 2 m, comprimento superior a 50 m, fundição de ferro e cobre fornos, oficina de jóias. Encontrou ruas com uma largura de 2,5 a 3 metros e um comprimento de 60 a 70 metros, cobertas com tábuas de madeira, além de um contorno claro das habitações no cruzamento das ruas. Escavações mostraram que argamassas de argila foram usadas para criar paredes, moradias e outros edifícios do assentamento. As paredes da fortaleza são feitos de 30 camadas de adobe, argila e troncos. O uso de tais materiais é típico para culturas da Ásia Central e do Oriente Médio. Os restos da antiga muralha da fortaleza e o fosso estão indicados no plano de Ufá, compilado em 1745. 
Durante a pesquisa, foi coletada uma grande coleção de objetos da cultura material, representada por ferramentas, cerâmica, joias, armamentos e outros, incluindo 19 moedas de prata dos séculos XIII-XIV. Durante vários anos de escavação, P. F. Ischerikov sozinho acumulou 10 caixas de cerâmica. Os achados do assentamento, por sua natureza, coincidem completamente com os achados dos montes próximos. Flechas e facas foram encontradas, às vezes moedas e jóias femininas também foram descobertas. Eles vão armazenar as descobertas no fundo da Universidade Estadual de Bascortostão ou no centro de pesquisa e produção do Ministério da Cultura. 
Entre as descobertas mais recentes, podem ser distinguidos fragmentos de um pavimento de madeira e uma antiga oficina de cerâmica encontrada em julho de 2012  . 
No verão de 2014, outras descobertas valiosas foram feitas - artefatos dos séculos V ou VI . 
No total, no período de 2006 a 2015, foi coletada uma coleção que totaliza mais de 171 mil itens. 

## Significado histórico
O estudo de um sítio arqueológico dessa escala lança luz não apenas sobre a história de Ufá, mas também sobre a história do povo basquire como um todo. O estudo da cidade antiga permite que você dê uma nova olhada no modo de vida dos basquires da época, amplamente considerado exclusivamente nômade em amplos círculos científicos. As evidências encontradas nos permitem reivindicar um estilo de vida estabelecido e nômade. O local histórico pode servir como motivo para reavaliar a idade oficial de Ufá. 

## Museu
Em 2011, por ordem do Governo da República do Bascortostão de 15 de março de 2011, No 222-r, a fim de preservar e estudar cientificamente a antiga cidade de Ufá II, foi criada a instituição orçamentária do estado “Antiga Ufá” Reserva-Museu Histórico e Cultural Republicana (GBU RIKMZ “Ufá Antiga”). 
Em 2015, o GBU RIKMZ “Ufá antiga”, com o apoio do Ministério da Cultura da República do Bascortostão, da Academia de Ciências da República do Bascortostão, do Comitê Estadual da República do Bascortostãopara construção e arquitetura, da Administração do distrito da cidade de Ufá, da União de Arquitetos da República do Bascortostão e do concurso de arquitetura, foi anunciado um concurso complexo "Ufá antigo". Assumiu-se que o edifício principal do museu será erguido na parte investigada da antiga cidade de Ufá 2 e incluirá: 7 salas de exposições; depositário de fundos; salas de estudo, laboratório, oficinas de restauração; biblioteca, arquivo, leitura e sala de conferências com 50 lugares; loja de lembranças, guarda-roupa; estacionamento subterrâneo. Na entrada, no centro do edifício principal, sob o teto em forma de cúpula de vidro, deve ser instalado em um pedestal uma figura de bronze com 4 cavalos, 5 por 5 metros e 3 metros de altura, e acima dos locais de escavação para restauração, conservação, museificação e preservação da paisagem e características arquitetônicas (muralhas e fossos) e exposições do panorama da fortificação, divisores translúcidos deveriam ser erguidos. Previa-se também paisagismo e restauração de edifícios localizados no lado ímpar da rua Pushkin (dentro dos limites do projeto). Os resultados da competição foram anunciados em 4 de junho de 2015, mas a essa altura o vencedor não tinha nome. 
Em novembro de 2015, surgiram informações de que o museu estará localizado nos dois primeiros andares do arranha-céu residencial de Gagarin, cuja construção está prevista para começar em 2016 e sua área de museu será de 986 metros quadrados. 
Os resultados da competição foram anunciados apenas em fevereiro de 2016. Foram apresentadas 16 soluções arquitetônicas. O vencedor foi uma equipe criativa liderada por um arquiteto-restaurador, formado pelo Instituto Politécnico de Milão, A. Ahmadullina. 
Em novembro de 2016, soube-se que a administração da Ufá permitiu ao GBU RIKMZ "Ufá antigo" desenvolver um plano de planejamento e um projeto de levantamento do território em que o assentamento está localizado para a construção do complexo do museu de Samrau que é dividido em três áreas funcionais (museu, educação, social e negócios). Na área do museu "Bascortostão" é esperado se colocar um salão da história do povo basquire (300 m 2), Ural Batyr Hall (200 m 2), Salão dos Instrumentos Caseiros Basquire de Kurai (150 m 2), Casa da Apicultura (150 m 2), Salão da História Militar de Tolpar (150 m 2), Depósito Arqueológico Republicano (1000 m 2) e oficina de restauração (200 m 2). Na zona educacional, está planejado um mapa interativo e um grande traçado do Bascortostão (400 m 2), a casa do livro basquir "Bashkirik", a biblioteca nacional da juventude (700 m 2), Centro de Sesens da República do Bascortostão (50 m 2), uma biblioteca de filmes de filmes basquires e uma sala de cinema (150 m 2), aulas de treinamento para o ensino da festa Língua Cyrus, tocando instrumentos nacionais basquires (100 m 2), sala de crianças (50 m 2 ), Centro de Pesquisa de Genealogia, World Kurultai Bashkir Hall (200 m 2 ). Na área pública e de negócios, está prevista a colocação de lojas de lembranças (300 m 2 ), a cozinha do Centro Basquir "Tylsym" (1500 m 2 ), um restaurante de cozinha nacional de Basquire, uma sala VIP, um bar "Kymyz" com exposições de koumiss de bebidas e outros produtos lácteos, Altyn Solok sala de estar com exposições de apicultura e uma mesa de chá, Ak Tamyr phytobar com vários chás de ervas, suas receitas, um mini-workshop para preparar pratos nacionais, uma sala de exposições universal, uma sala de reuniões para 2000 lugares, uma sala de conferências para transformadores por 400 meses, Casa da Amizade dos Povos da República de Bascortostão( 500 m2), escritórios pessoal GBU RIKMZ "Ufá antiga" (600 m 2), World Kurultai de Basquires empregados (150 m 2) e da União da República de Bascortostão jogador kurai (50 m 2). Além disso, a torre Kurai com um deck de observação e um elevador deve estar localizada no território do complexo do museu. Nas imediações do edifício central, está planejado recriar a cidade medieval em miniatura "Ufá Antiga" (3500 m 2 ) com a instalação de um piso de vidro e uma cúpula sobre ele. A competição pela seleção do designer estava prevista para 16 de dezembro de 2016, e o preço do contrato foi fixado em 100 milhões de rublos. No entanto, o escritório da FAS em Bascortostão suspendeu a proposta em conexão com uma reclamação da Marksheider LLC, sediada em Ufá, que acredita que o organizador da proposta violou vários parágrafos da lei de proteção da concorrência . Apesar do fato de que a FAS em Basquíria posteriormente reconheceu a reclamação como infundada, o desenvolvedor nunca foi selecionado, devido ao fato de que o único aplicativo enviado pelo OJSC do Instituto de Design Bashkir Grazhdanproekt foi reconhecido pelo comitê do concurso por não atender aos requisitos da documentação do concurso  . 